# 飯田山本インターチェンジ
飯田山本インターチェンジ（いいだやまもとインターチェンジ）は、長野県飯田市山本にある、一般国道474号三遠南信自動車道（飯喬道路）とのジャンクションを兼ねた中央自動車道のインターチェンジである。

## 概要
飯田山本ICは東京・諏訪方面から来た場合、下伊那郡阿智村・平谷村・根羽村・売木村や、愛知県北設楽郡設楽町・豊田市など、飯田下伊那地域南西部、奥三河地域の最寄インターチェンジとなる。これは中央自動車道下り線（名古屋・中津川方面）の一つ先の園原ICが名古屋方面のみに出入出来るハーフインターチェンジであるためで、東京・諏訪方面（中央自動車道下り線）から阿智村や昼神方面へ向かう場合、あるいは阿智・昼神方面から東京・諏訪方面（中央自動車道上り線）に入る場合は当ICを利用する事になる。また、飯田山本ICは中央自動車道の上下線に関係なく、愛知県豊田市旧・稲武町への最寄インターチェンジともなっている。
また飯田山本IC - 中津川IC間にある恵那山トンネルは危険物積載車両の通行が禁止されているため、名古屋・中津川方面へ向かう該当車両はこのインターチェンジで一般道路に降りなければならない。迂回路として、国道256号の清内路峠のトンネルを通行する他に、名古屋以西へ向かう車両については国道153号を経由して豊田ICや東名三好IC、名古屋ICまで迂回するルートなどもある。

## 構造
飯田山本ICは三遠南信自動車道の起点となるインターチェンジである。構造としては中央自動車道の飯田山本ICは三遠南信自動車道とのジャンクションになっており、中央自動車道から降りた場合ランプウェイの合流地点に料金所が設けられていて、そのすぐ先に「三遠南信道 ここから」の標識があり、さらにその300mほど先に三遠南信自動車道の飯田山本IC出口がある。当初の予定では中央自動車道のインターチェンジを「飯田南JCT」、三遠南信自動車道のインターチェンジを「飯田南IC」とする予定だったが、距離が300mほどしか離れていない上、名前が同じだと利用者にとって分かりにくい為、双方を合わせて「飯田山本IC」とする事で決定した。
インターチェンジ番号は、中央自動車道側に「26-1」、三遠南信自動車道側に「1」がつけられている。また、三遠南信自動車道は無料で通行出来るため、一般道路から飯田山本ICに入り、三遠南信自動車道天龍峡IC方面へ向かう場合は料金所を通過しない。

## 歴史
- 2008年（平成20年）4月13日 : 中央自動車道にIC開通および三遠南信自動車道 飯田山本IC - 天龍峡IC間開通により供用開始。

## 道路
- E19 中央自動車道（26-1番）
- E69 三遠南信自動車道（国道474号）（1番）

## 接続する道路
- 国道153号

## 料金所
- ブース数：4

### 入口
- ブース数：2
  - ETC専用：1
  - 一般・ETC：1

### 出口
- ブース数：2
  - ETC専用：1
  - 一般・ETC：1

## 周辺
- 杵原学校
  - 旧山本中学校。映画「母べえ」のロケにも使われた。
- 旧国鉄中津川線（未成線）建設予定跡地
  - 路盤の一部は飯田山本ICへのアクセス道路として転用された。
- 伊豆木陣屋（旧小笠原家書院）
- 満蒙開拓平和記念館
- 昼神温泉
  - 飯田山本ICの出口案内標識には「昼神」の表示がある。これは隣の園原ICが中津川・名古屋方面へのハーフインターチェンジのため、東京・諏訪方面から昼神温泉へ行くにはこのインターチェンジが最寄になる事、また地元からも「飯田山本」のインターチェンジ名を決める際に「案内標識に『昼神』の表記を入れて欲しい」という要望があった事による。

## 隣
E19 中央自動車道
(26) 飯田IC - (26-1) 飯田山本IC/JCT - 阿智PA/駒場（昼神温泉）BS - 網掛トンネル - (26-2) 園原IC（名古屋方面のみの接続）- 恵那山トンネル - 神坂PA/馬篭BS - (27) 中津川IC/BS
E69 三遠南信自動車道
(1) 飯田山本IC/JCT - (2) 天龍峡IC/PA